# Helga Timm
Helga Magdalena Timm (* 11. Juli 1924 in Hamburg; † 6. Dezember 2014 in Darmstadt) war eine deutsche Politikerin und Historikerin.
Timm studierte in den Jahren von 1946 bis 1952 die Fächer Geschichte, Latein und Pädagogik. Sie promovierte im Jahr 1952 an der Universität Hamburg bei Fritz Fischer mit einer Studie über das Scheitern der Großen Koalition unter Hermann Müller (1930). Ihre Dissertation wurde 1953 als erste Studie von der Kommission für Geschichte des Parlamentarismus und der politischen Parteien veröffentlicht. Von 1953 bis 1965 wirkte sie als wissenschaftliche Referentin am UNESCO-Institut der Jugend in Gauting. 1965 ging sie als Dozentin an die Akademie der Arbeit an der Johann Wolfgang Goethe-Universität in Frankfurt am Main.
Timm war seit 1946 Mitglied der Sozialdemokratischen Partei Deutschlands (SPD). Von 1946 bis 1952 gehörte sie auch dem Sozialistischen Deutschen Studentenbund an. Sie war vom 20. Oktober 1969 bis 20. Dezember 1990 (sechs Wahlperioden) Mitglied des Deutschen Bundestages. Sie wurde über die Landesliste der SPD in Hessen gewählt. Von 1973 bis 1987 war sie Parlamentarische Geschäftsführerin der SPD-Fraktion.
Sie war Mitglied im Präsidium der Deutschen Gesellschaft für die Vereinten Nationen.
Helga Timm wurde auf dem Darmstädter Waldfriedhof bestattet.

## Schriften (Auswahl)
- Die deutsche Sozialpolitik und der Bruch der großen Koalition im März 1930 (= Beiträge zur Geschichte des Parlamentarismus und der politischen Parteien, Bd. 1), Droste, Düsseldorf 1953; unveränd. Nachdruck: Droste, Düsseldorf 1982.